# HONEY (彩虹樂團單曲)
《HONEY》，是日本樂團L'Arc~en~Ciel的第10張單曲。1998年7月8日發行。

## 簡介
在當年的元旦，新鼓手yukihiro以正式團員身分入團，隨後因為暢銷單曲的發售，讓L'Arc~en~Ciel人氣爆增，再加上當年的樂團熱，促使了這張超暢銷單曲的產生。
在1998年7月8日，L'Arc~en~Ciel同日發售3張單曲，是日本音樂界史上頭一遭，不過1999年1月，視覺系樂團Dir en grey也在同日發行3張單曲，讓此紀錄不再是獨一無二的。
此單曲第一週以極小的差距，輸給了B'z的HOME/The Wild Wind，不過卻在第二週登上了第一名，後來陸續又賣破百萬張，成為自身第一張百萬單曲，總銷量高達123萬張，也是最暢銷的單曲。
他們還以此曲登上當年的紅白歌唱大賽，還獲得了將近60%的收視率，比另一天團GLAY高了將近一個百分點
。當年他們也以此曲拿下第40屆日本唱片大賞的優秀作品賞、第13屆日本金唱片大賞年度代表曲獎、第31屆日本有線大賞，這曲也是他們得過最多獎的曲子。

## 收錄曲目
1. HONEY
作詞、作曲：hyde；編曲：L'Arc〜en〜Ciel & Hajime Okano
是三連發中最暢銷的一曲。